# Claus Wehlisch
Claus Wehlisch (* 1972 in Berlin) ist ein deutscher Filmeditor.

## Leben
Claus Wehlisch wurde von 1993 bis 1995 zum Toningenieur bei SAE Institute in London ausgebildet. Ab Ende der 1990er Jahre wurde er aber hauptsächlich im Filmschnitt aktiv. Als Schnitt-Assistent bzw. Co-Editor wirkte er bei einigen Großproduktionen mit, darunter Eyes Wide Shut (1999), Harry Potter und der Stein der Weisen (2001), 10.000 B.C. (2008), Die drei Musketiere (2011) und Cloud Atlas (2012). Als eigenständiger Editor war er an mehr als einem Dutzend Film- und Fernsehproduktionen beteiligt.
2016 wurde er für den Fernsehkrimi Polizeiruf 110: Und vergib uns unsere Schuld mit dem Deutschen Kamerapreis geehrt.
Seit 2016 gehört Claus Wehlisch dem Vorstand des Bundesverband Filmschnitt Editor e.V. (BFS) an. Er ist außerdem Mitglied der Deutschen Filmakademie.

## Filmografie (Auswahl)
Wo nicht anders ausgewiesen, handelt es sich um einen Kinospielfilm
- 2003: The Last Horror Movie – Regie: Julian Richards
- 2004: Birth – Ko-Editor von Sam Sneade / Regie: Jonathan Glazer
- 2009: Burlesque Fairytales – Regie: Susan Luciani
- 2010: Henri 4 – Ko-Editor von Alexander Berner / Regie: Jo Baier
- 2010: Das Ende ist mein Anfang – Regie: Jo Baier
- 2011: Die drei Musketiere – Ko-Editor von Alexander Berner / Regie: Paul W. S. Anderson
- 2012: Die Heimkehr (Fernsehspielfilm) – Regie: Jo Baier
- 2012: Cloud Atlas – Ko-Editor von Alexander Berner / Regie: Tom Tykwer, Lana Wachowski, Lilly Wachowski
- 2012: Kein Platz zum Leben (No Place on Earth) (Kinodokumentarfilm) – weitere Editorin: Deirdre Slevin / Regie: Janet Tobias
- 2013: V8 – Du willst der Beste sein – Regie: Joachim Masannek
- 2014: Hectors Reise oder die Suche nach dem Glück (Hector and the Search for Happiness) – Regie: Peter Chelsom
- 2015: V8 – Die Rache der Nitros – Regie: Joachim Masannek
- 2016: Polizeiruf 110: Und vergib uns unsere Schuld (Fernsehreihe) – Regie: Marco Kreuzpaintner
- 2016: Stadtlandliebe – Regie: Marco Kreuzpaintner
- 2016: Bergfried (Fernsehspielfilm) – Regie: Jo Baier
- 2016: Sanft schläft der Tod (Fernsehspielfilm) – Regie: Marco Kreuzpaintner
- 2017–2022: Babylon Berlin (Fernsehserie, 40 Folgen) – weitere Editoren: Alexander Berner, Antje Zynga / Regie: Tom Tykwer, Achim von Borries, Hendrik Handloegten
- 2018: Memory Games (Kinodokumentarfilm) – auch Ko-Regie mit Janet Tobias
- 2019: Alfons Zitterbacke – Das Chaos ist zurück – Regie: Mark Schlichter
- 2021: Furia (Fernsehserie, 2 Folgen) – Regie: Magnus Martens, Lars Kraume
- 2021: Fly – weitere Editorin: Laura Wachauf / Regie: Katja von Garnier
- 2022: Der Scheich (Fernsehserie, 8 Folgen) – weitere Editoren: Carlotta Kittel, Antje Zynga / Regie: Dani Levy, Johannes Naber
- 2024: Chantal im Märchenland
- 2025: Das Licht